# Falsoxanthalia bicoloripes
Falsoxanthalia bicoloripes là một loài bọ cánh cứng trong họ Tetratomidae. Loài này được Pic mô tả khoa học năm 1934.